# عنایت فانی
عنایت‌الله فانی (زاده ۲۱ مرداد ۱۳۲۹) از سردبیران بخش فارسی بی‌بی‌سی و مجری برنامه صفحه دو و به عبارت دیگر بود.
وی دارای مدرک کارشناسی مهندسی مکانیک و کارشناسی ارشد فناوری مواد سوختی است. اما هرگز در زمینه دانشگاهی خود، کار نکرده است. در عوض از دوران دانشجویی همواره در فعالیت‌های فرهنگی مشارکت داشته است. او پس از دانشگاه نیز به انجام کارهای فرهنگی ادامه داد.
پس از آن یک شرکت فیلم‌سازی به نام First State Production Ltd. راه‌اندازی کرد که کار آن ساخت فیلم‌های مستند بیشتر برای کانال ۴ بریتانیا بود. کار در آن شرکت باعث آشنایی فانی با بی‌بی‌سی شد. او از ۱۹۹۱ به صورت کارمزدی با بی‌بی‌سی همکاری کرد. این همکاری در ۱۹۹۳ با عنوان تهیه‌کننده، رسمی شد.
وی از سردبیران وبگاه فارسی و رادیو فارسی بی‌بی‌سی بود. از پایه‌گذاران تلویزیون فارسی بی‌بی‌سی بود.